# Farbzahl (Licht)
Mit der Farbzahl wird die Färbung von optisch klaren, transparenten Stoffen angegeben, meist von hellgelb bis dunkelrot. Sie ist ein Qualitätsmerkmal für viele Rohstoffe wie Mineralölprodukte, z. B. Fette und Öle, Harze, Zucker, Brauereierzeugnissen, sowie von Brauchwässern in der chemischen Industrie. Die Farbzahl gehört zur Farbmetrik.
Im einfachsten Fall wird die Flüssigkeit mit einer definierten Dicke, z. B. 33 Millimeter, von hinten durchleuchtet und die Färbung mit dem Auge mit einer genormten „Farbskala“ verglichen. Elektronische Geräte basieren auf dem Prinzip des Spektralfotometers (siehe auch: UV/VIS-Spektroskopie).
Folgende Farbzahlen sind verbreitet:
- ASTM-Farbzahlen: ASTM D1500
- APHA-Farbzahl, Hazen-Farbzahl nach American Public Health Association (ISO 6271)
- ASBC-Farbzahl
- CIE-L*a*b*-Farbzahl (DIN 5033, ASTM E308)
- DIN EN 1557
- EBC-Farbzahl
- Gardner-Farbzahl (ISO 2049, ASTM D1544)
- ICUSMA-Farbzahl
- Iod-Farbzahl (Färbung von Iod) (DIN 6162)
- Lovibond-Farbzahl
- Rosin-Farbzahl
- Saybolt-Farbzahl (ASTM D156)
- SAK436nm

Weiter werden Farbbewertung nach DAB 1996 und mit der Photometrische Maßeinheiten (Durchlichtmessung) vorgenommen.